# Presión de radiación

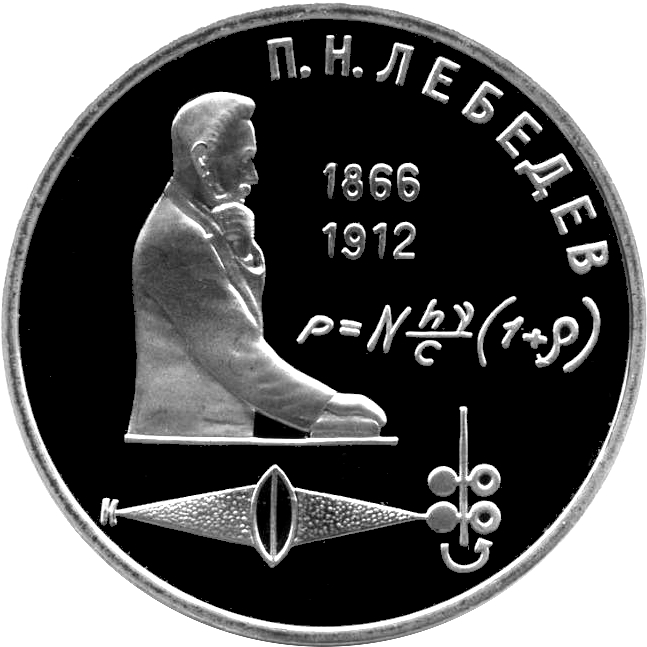
rublo jubilar, 1991

La presión de radiación es la presión ejercida sobre cualquier superficie expuesta a la radiación electromagnética. Si la radiación es absorbida, la presión es la densidad del flujo de la energía dividida por la velocidad de la luz. Si la radiación es totalmente reflejada, la presión de radiación se duplica. Por ejemplo, la radiación del Sol en la Tierra tiene una densidad de flujo de 1370 W/m²; por lo, tanto la presión de radiación es 4,6 μPa (absorbida) (véase modelo climático).

## Historia
El hecho de que la radiación electromagnética ejerce una presión sobre cualquier superficie expuesta a ella fue deducido teóricamente por James Clerk Maxwell en 1871, y demostrado experimentalmente por Piotr Lébedev en 1900 y por Nichols y Hull en 1901. La presión es muy débil, pero puede ser detectada mediante una fina superficie hecha de metal reflejante suspendida perpendicularmente a la dirección de la luz en un radiómetro de Nichols.

## Teoría
Puede ser demostrado mediante la teoría electromagnética, la mecánica cuántica o la termodinámica, sin tener que hacer más suposiciones sobre la naturaleza de la radiación, que la presión contra una superficie expuesta en el espacio atravesada por una radiación uniforme en todas direcciones es igual a un tercio de la energía total radiada por unidad de volumen dentro de ese espacio.
Para la radiación de un cuerpo negro, en equilibrio con la superficie expuesta, la densidad de energía es, de acuerdo con la ley de Stefan-Boltzmann, igual a σT4/3c, en la cual σ es la constante de Stefan-Boltzmann, c es la velocidad de la luz y T es la temperatura absoluta del espacio. Una tercera parte de esta energía es igual a 6,305×10−17T4 J/(m³K4), la cual es por lo tanto igual a la presión en pascales.

### En el espacio interplanetario
Por ejemplo, en el punto de ebullición del agua (T = 373,15 K), la presión solo aumenta a 3 micropascales. Si la radiación es direccional (en el espacio interplanetario, la práctica totalidad del flujo de energía proviene del Sol), la presión de radiación se triplica hasta σT4/c. Una vela solar a la distancia donde la temperatura de radiación es la del punto de ebullición del agua podría así llegar a unos 22 µPa. Estas presiones tan débiles son, sin embargo, capaces de producir marcados efectos en pequeñas partículas como gas ionizado y electrones, y hay que considerarlos en la emisión de electrones desde el Sol, el material proveniente de cometas, y otras (véase efecto Yarkovsky, efecto Yorp).

### En el interior estelar
En el interior de las estrellas las temperaturas son muy altas. Los modelos estelares predicen temperaturas de 15 MK en el centro del Sol y en el corazón de estrellas supergigantes la temperatura puede ser superior a 1 GK. Debido a que la presión de radiación aumenta según la temperatura elevada a la cuarta potencia, ésta (la presión de radiación) se vuelve importante al alcanzar estas temperaturas. En el Sol la presión de radiación continúa siendo demasiado pequeña comparada con la presión del gas. En las estrellas más pesadas, la presión de radiación es la principal componente de la presión total.

## Velas solares
Las velas solares son un método propuesto de propulsión espacial; usarían la presión de radiación del Sol como fuerza motriz. La sonda privada Cosmos 1 habría usado esta forma de propulsión.
La sonda espacial IKAROS, impulsada parcialmente mediante una vela solar, parece demostrar que estas teorías funcionan de forma práctica.

## La presión de radiación en acústica
En acústica, la presión de radiación es la fuerza de presión unidireccional ejercida en una interfase entre dos medios debida al paso de una onda de sonido.

## Aceleración de la presión de radiación de iones y protones
Un área de investigación activa de la interacción láser-materia es la aceleración de la presión de radiación de los iones o protones de los objetivos de capa fina. Se pueden generar haces de alta energía iónica para aplicaciones médicas (por ejemplo en la terapia con haces de iones) mediante la presión de radiación de pulsos láser cortos sobre capas ultrafinas.